# Truman (film)
Pour les articles homonymes, voir Truman.
Pour le téléfilm de 1995, voir Truman (téléfilm).
Pour plus de détails, voir Fiche technique et Distribution.
Truman est un film hispano-argentin réalisé par Cesc Gay sorti en 2015. Cette comédie dramatique écrite par C. Gay et Tomàs Aragay est interprétée par Ricardo Darín, Javier Cámara, et Dolores Fonzi.
Truman est projeté dans de nombreux festivals internationaux (Festival de Toronto, festival de Saint-Sébastian...) où il est primé à plusieurs reprises ; il est également récompensé lors de cérémonies de remise de prix espagnoles et argentines.

## Synopsis
Julián reçoit la visite impromptue de son vieil ami Tomàs, installé au Canada. Tous deux, ainsi que Truman le chien fidèle de Julian, passent quatre jours ensemble, faits de souvenirs, d'émotion et de surprises intenses, amplifiés par la grave maladie de Julian.

## Fiche technique
- Titre : Truman
- Réalisation : Cesc Gay
- Scénario : Cesc Gay et Tomàs Aragay
- Direction musicale : Nico Cota et Toti Soler
- Direction artistique : Jorien Sont
- Décors : Irene Montcada
- Photographie : Andreu Rebés
- Son : Albert Gay et Jesica Suarez
- Montage : Pablo Barbieri
- Production : Marta Esteban, Diego Dubcovsky
- Société(s) de production : BD Cine, Imposible Films, Kramer & Sigman Films, Telefe et TVE
- Budget : 3 800 000 €
- Langue originale : espagnol
- Pays de production : Espagne et Argentine
- Format : couleurs - 1.85 : 1
- Genre : comédie dramatique
- Durée : 108 minutes

- Dates de sortie : 
  - Canada : 12 septembre 2015 (TIFF)
  - Espagne : 18 septembre 2015 (Festival international du film de Saint-Sébastien) ; 30 octobre 2015 (sortie nationale)
  - Argentine : 24 septembre 2015
  - France : 12 décembre 2015 (Les Arcs Film Festival) ; 6 juillet 2016 (sortie nationale)

## Distribution
- Ricardo Darín : Julián
- Javier Cámara : Tomás
- Dolores Fonzi : Paula
- Eduard Fernández : Luis
- Àlex Brendemühl : le vétérinaire
- Lucas Hamming : le compagnon Nico
- Pedro Casablanc : le médecin
- Troilo : Truman

## Distinctions
Truman concourt dans plusieurs festivals internationaux et cérémonies de remise de prix où il est abondamment récompensé.
- Festival international du film de Saint-Sébastien : Truman est nommé 3 fois et reçoit 2 prix[1]

Coquille d'argent du meilleur acteur : Ricardo Darín et Javier Cámara
Zinemaldia Feroz : Truman
- Prix Feroz 2016, Truman est nommé 6 fois et reçoit 2 prix[2] :

Prix du meilleur acteur : Ricardo Darín
Prix du meilleur scénario : Cesc Gay et Tomàs Aragay
- 30e cérémonie des Goyas, Truman est nommé 6 fois et reçoit 5 prix[3] :

Prix Goya du meilleur film
Premio Goya du meilleur réalisateur : Cesc Gay
Premio Goya du meilleur acteur : Ricardo Darín
Premio Goya du meilleur acteur dans un second rôle : Javier Cámara
Premio Goya du meilleur scénario original : Cesc Gay et Tomàs Aragay
- Prix Gaudí, Truman est nommé 11 fois et reçoit 6 prix[4] :

Prix du meilleur film en langue étrangère
Prix du meilleur réalisateur : Cesc Gay
Prix du meilleur scénario : Cesc Gay et Tomàs Aragay
Prix du meilleur acteur : Ricardo Darín
Prix de la meilleure actrice dans un second rôle : Dolores Fonzi
Prix du meilleur acteur dans un second rôle : Javier Cámara